# 柴田信一
柴田 信一（しばた のぶかず、1890年（明治23年）9月25日 - 1963年（昭和38年）2月19日）は、大日本帝国陸軍軍人。最終階級は陸軍中将。功四級。

## 経歴
1890年（明治23年）に和歌山県で生まれた。陸軍士官学校第24期、陸軍大学校第33期卒業。ドイツ駐在を経て、1934年（昭和9年）8月に浜松陸軍飛行学校幹事に就任し、1935年（昭和10年）7月18日に飛行第5連隊長に転じ、8月1日に陸軍航空兵大佐に進級した。1937年（昭和12年）7月に飛行第1大隊長を経て、1938年（昭和13年）4月15日に航空局航務課長に就任した。
同年7月15日に陸軍少将進級と同時に陸軍航空本部附となり、航空局参与に就任した。12月10日に浜松陸軍飛行学校幹事に転じ、1940年（昭和15年）7月16日に航空局技術部航務課長を経て、12月2日に鉾田陸軍飛行学校長に着任。1941年（昭和16年）8月に陸軍中将に進級し、1942年（昭和17年）12月1日に待命、12月28日に予備役に編入された。
1947年（昭和22年）11月28日、公職追放仮指定を受けた。